# Phryneta
Phryneta är ett släkte av skalbaggar. Phryneta ingår i familjen långhorningar.

## Bildgalleri

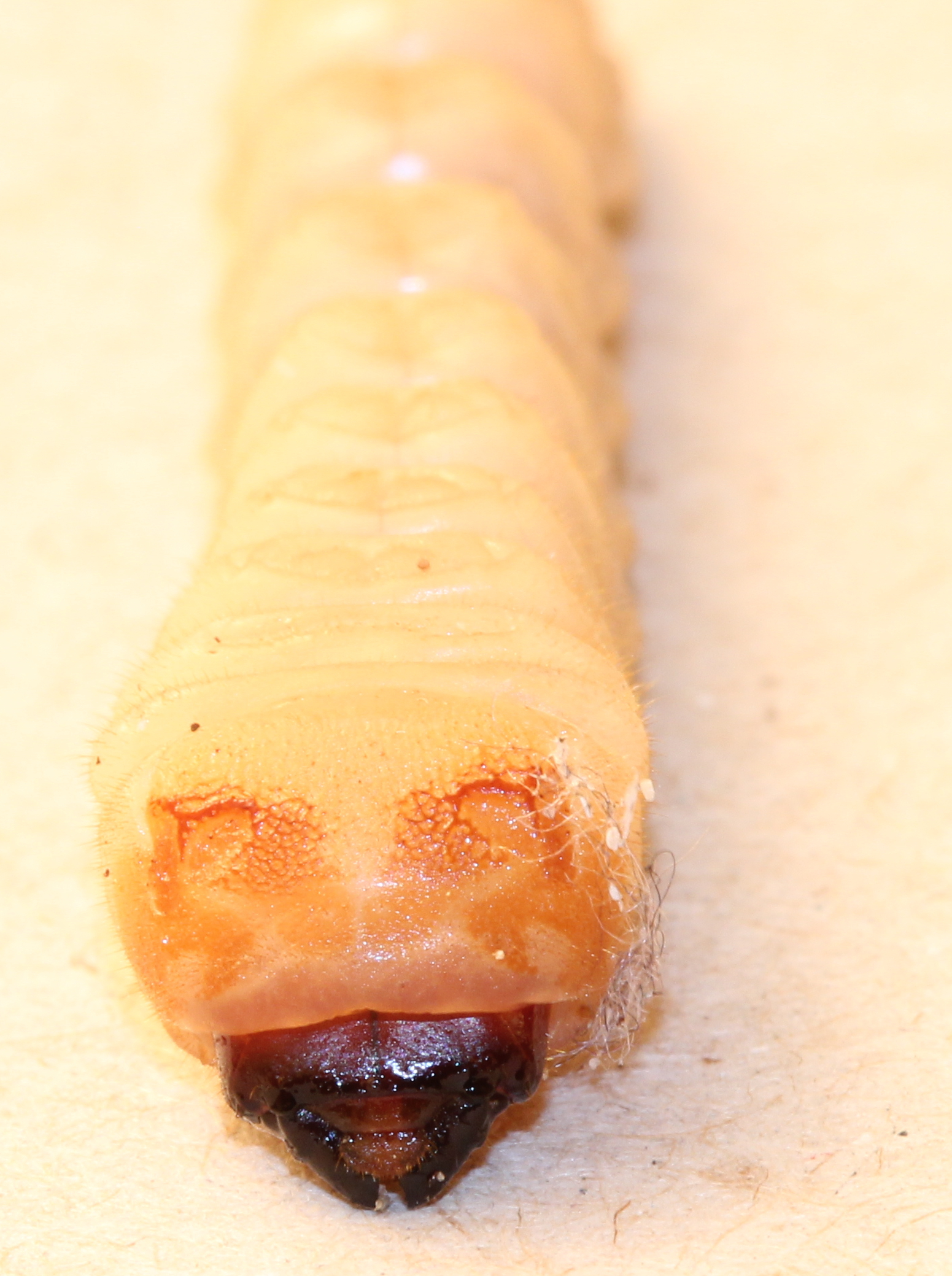
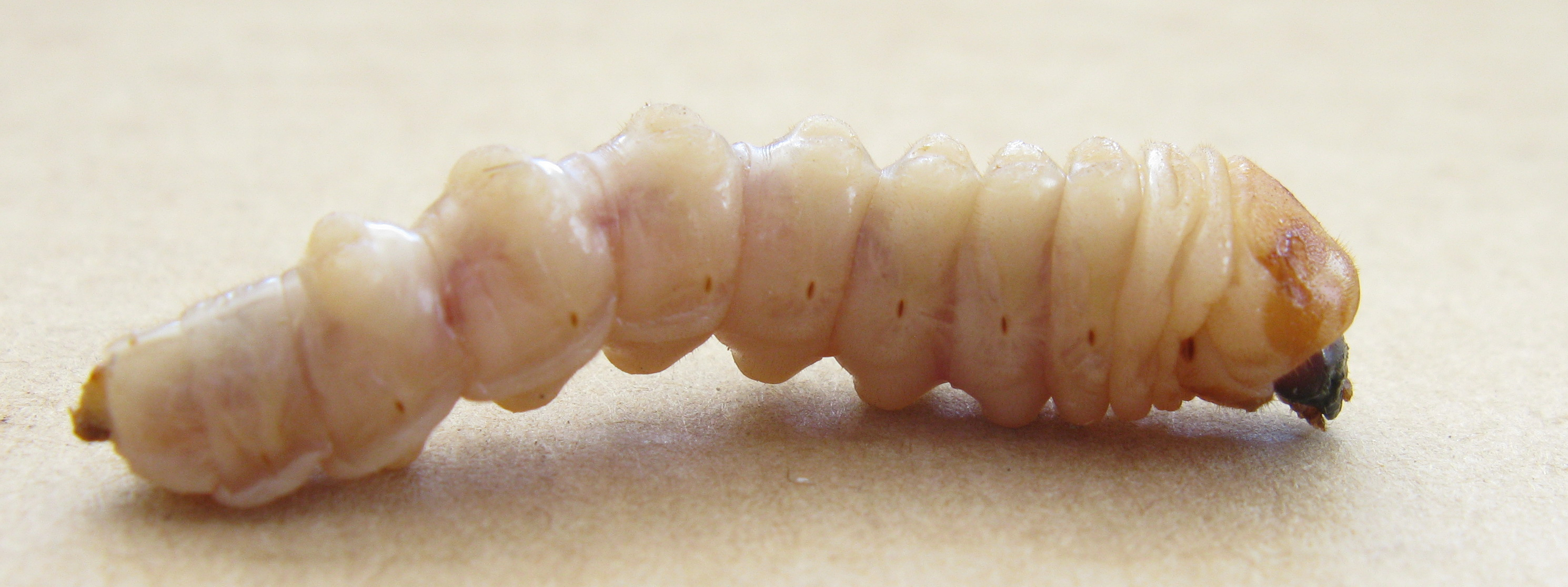
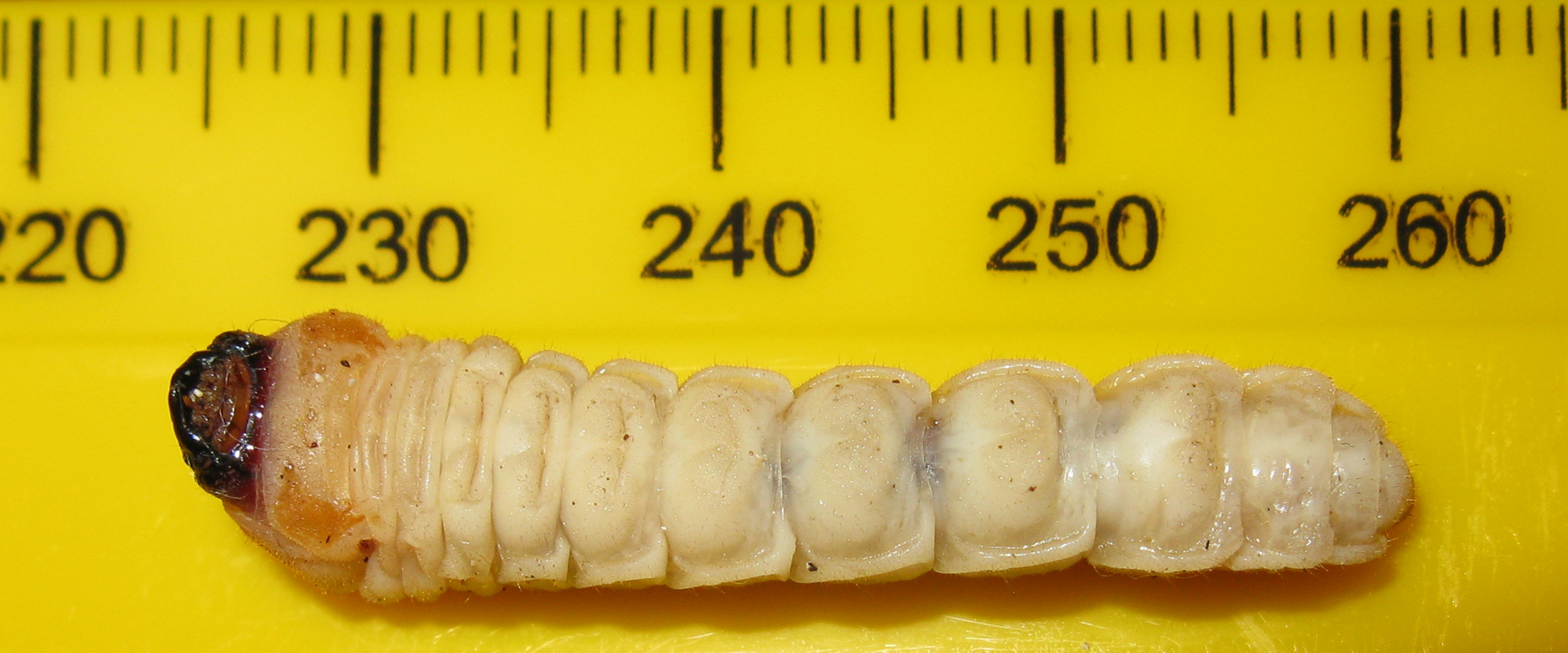
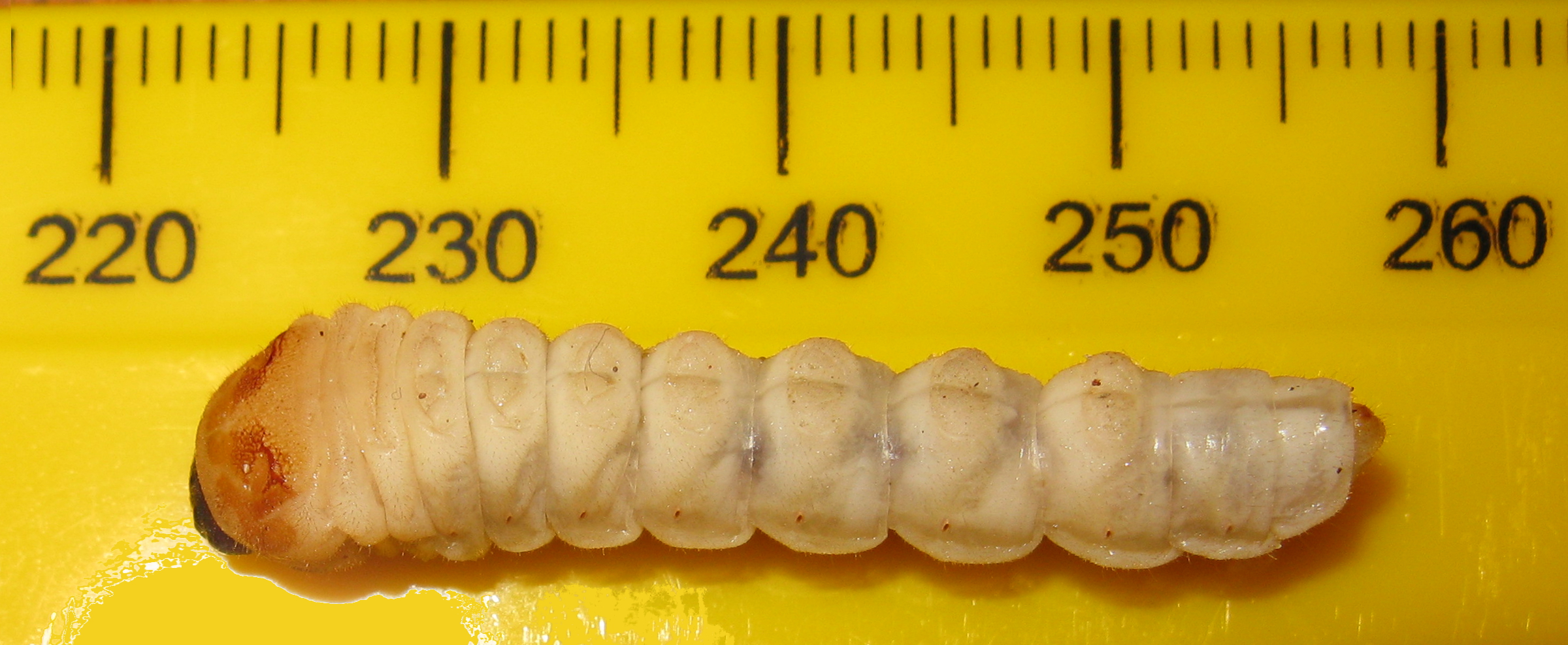

## Dottertaxa tillPhryneta, i alfabetisk ordning[1]
- Phryneta asmarensis
- Phryneta atricornis
- Phryneta aurivillii
- Phryneta aurocincta
- Phryneta bulbifera
- Phryneta conradti
- Phryneta crassa
- Phryneta densepilosa
- Phryneta ellioti
- Phryneta elobeyana
- Phryneta ephippiata
- Phryneta escalerai
- Phryneta flavescens
- Phryneta hecphora
- Phryneta histrix
- Phryneta immaculata
- Phryneta leprosa
- Phryneta luctuosa
- Phryneta macularis
- Phryneta marmorea
- Phryneta obesa
- Phryneta obliquata
- Phryneta pallida
- Phryneta pulchra
- Phryneta rufa
- Phryneta semicribosa
- Phryneta semirasa
- Phryneta silacea
- Phryneta spinator
- Phryneta verrucosa